# Turritopsis pacifica
La Turritopsis pacifica è un idrozoo della famiglia Oceaniidae.

## Descrizione
Le meduse adulte misurano 8-9 mm di lungo, con 120 a 150 tentacoli disposti su due file. Le gonadi hanno un colore rossastro, dall'arancio al rosso; si suppone che la T. pacifica sia presente in ambo i sessi.

## Distribuzione
La T. pacifica è presente nelle acque del nord del Giappone.
Un'altra specie, più piccola, è stata identificata nel Giappone meridionale, ma è morfologicamente diversa dalla T. pacifica: quest'ultima, in confronto, viene chiamata "big morph", mentre l'altra "small morph".
Il genere Turritopsis si pensa abbia origini nell'Oceano Pacifico e si è diffuso poi in tutto il mondo, generando specie diverse.